# Spin-off (zarządzanie)
Spin-off – przedsiębiorstwo powstałe poprzez wydzielenie się z jednostki macierzystej.
Wyróżnia się spin-offy powstałe jako jednostki wydzielone z korporacji oraz wydzielone z placówek naukowych, których celem jest komercjalizacja technologii i transfer wiedzy.